# Phenylpropylether
Phenylpropylether  ist ein Ether, bei dem eine Phenyl- und Propylgruppe über ein Sauerstoffatom verbunden sind.

## Darstellung
Ein Syntheseweg ist eine nukleophile Substitutionsreaktion zweiter Ordnung (SN2-Reaktion) des Phenolats mit 1-Brompropan: